# وانجاري ماثاي
وانجاري ماثاي (بالإنجليزية: Wangari Maathai) (1 أبريل 1940 - 25 سبتمبر 2011)، ناشطة كينية من دعاة حماية البيئة. ولدت في في نييري بكينيا. ونالت من درجة البكالوريوس من كلية ماونت سانت سكولاستيكا، وحصدت درجة الماجستير من جامعة بيتسبرج. وكانت أول امرأة في شرق ووسط إفريقيا تنال الدكتوراه، وحصلت عليها من جامعة نيروبي عام 1971، وقامت هناك بتدريس التشريح البيطري. أسست سنة 1977 حركة الحزام الأخضر التي زرعت أكثر من 30 مليون شجرة في أفريقيا. ترأست بين 1981 و 1987 المجلس القومي للمرأة في كينيا. رشحت نفسها في فترة الثمانينيات من القرن العشرين للانتخابات الرئاسية أمام الرئيس الكيني دانيال آراب موي. اختيرت لتولي منصب حكومي في انتخابات عام 2002م التي دفعت حزب كانو الحاكم بزعامة موي إلى صفوف المعارضة. وتولت منصب نائب وزير البيئة والموارد الطبيعية في بلادها. وعُيّنت سنة 2009 رسول السلام التابع للأمم المتحدة.
تحصلت سنة 2004 على جائزة نوبل للسلام «بسبب إسهاماتها من أجل التنمية المستدامة والديموقراطية والسلام. فالسلام على الأرض يتوقف على قدرتنا على حماية بيئتنا الحية». وذكرت اللجنة المؤلفة من خمسة أعضاء أن ماثاي «تجمع بين العلم والالتزام الاجتماعي والسياسات النشيطة. ويتجاوز هدف استراتيجيتها حماية البيئة القائمة إلى تأمين وتعزيز قواعد التنمية البيئية المستدامة»، أصبحت ماثاي بذلك أول سيدة أفريقية تحصل على جائزة نوبل للسلام. وقد حصلت في نفس العام 2004 على جائزه صوفي المقدمة من الكاتب النرويجي جوستاين غاردر البالغ قيمتها 100 ألف دولار أمريكي.

## نشأتها وتعليمها
وُلدت ماثاي في الأول من شهر أبريل عام 1940 في قرية إهيثي في مقاطعة نيري ضمن المرتفعات الوسطى في مستعمرة كينيا. تنتمي ماثاي إلى شعب الكيكويو، وهم المجموعة الإثنية الأكبر تعدادًا في كينيا والتي عاش سكانها في تلك المنطقة لأجيال عديدة. نحو العام 1943، انتقلت عائلة ماثاي إلى مزرعة يملكها المستعمرون البيض في الوادي المتصدع قرب بلدة ناكارو، حيث وجد والدها عملًا. في أواخر العام 1947، عادت ماثاي ووالدتها إلى قرية إهيثي، كان شقيقاها يدرسان هناك في إحدى مدارس القرية الابتدائية، فلم توجد أية مدارس في المزرعة حيث عمل والدها، والذي بقي هناك من أجل العمل. بعد مدة قصيرة، وفي عمر الثامنة، التحقت ماثاي بشقيقيها في مدرسة إهيثي الابتدائية.
في سن الحادية عشر، انتقلت ماثاي إلى مدرسة سانت سيسيليا الابتدائية الوسطى، وهي مدرسة داخلية تابعة للبعثة الكاثوليكية الماثارية في نيري. درست ماثاي في مدرسة سانت سيسيليا لأربع سنوات. خلال تلك الفترة، فأتقنت الإنجليزية وتحولت إلى الديانة المسيحية. انضمت إلى رابطة دولية تُدعى «فيلق ماري»، وكانت مهمة أعضائها «خدمة الله عن طريق خدمة البشر». ساعدتها إقامتها في المدرسة الداخلية على تجنب انتفاضة ماو ماو التي كانت دائرة حينها، والتي أجبرت والدتها على الانتقال من منزلهم إلى قرية أخرى في إهيثي. أكملت ماثاي دراستها عم 1956 وكانت الأولى على صفها، ومُنحت قبولًا في المدرسة الكاثوليكية الثانوية الوحيدة للإناث في كينيا، وهي مدرسة لوريتو الثانوية في ليمورو.
مع اقتراب نهاية عصر الاستعمار في أفريقيا الشرقية، اقترح عدد من الساسة الكينيين، أمثال توم مبويا، سبلًا لجعل التعليم متاحًا للطلبة الواعدين في الدول الغربية. وافق جون إف. كينيدي، الذي كان عضوًا في مجلس الشيوخ الأمريكي وقتها، على تمويل هذا البرنامج عن طريق مؤسسة جوزيف بي. كينيدي جونيور، ومهد الطريق لما أصبح يُعرف بـ «جسر كينيدي الجوي» أو جسر أفريقيا الجوي. كانت ماثاي واحدةً من بين 300 كيني وقع الاختيار عليهم لاستكمال دراستهم في الولايات المتحدة في شهر سبتمبر من عام 1960.
حصلت ماثاي على منحة دراسية من كلية ماونت سانت سكولاستيكا (كلية بينيدكتين حاليًا)، في أتكنسون، كانساس، حيث اختصت هناك في البيولوجيا، واختصاص فرعي في الكيمياء واللغة الألمانية. حصلت ماثاي على شهادة بكالوريوس في العلوم عام 1964، ودرست بعدها في جامعة بيتسبورغ كي تحصل على درجة الماجستير في البيولوجيا. مول المعهد الأمريكي الأفريقي دراساتها، وفي فترة تواجدها في بيتسبورغ، تعرفت على الترميم البيئي، حينما مارس مناصرو البيئة المحليون ضغوطًا لتخليص المدينة من تلوث الهواء. في شهر يناير من عام 1966، حصلت ماثاي على درجة الماجستير في العلوم باختصاص العلوم البيولوجية، وعيُنت في منصب مساعد أبحاث لبروفيسور علم الحيوان في جامعة كلية نيروبي.
غيرت ماثاي اسمها الأول عقب عند عودتها إلى كينيا، وفضلت استخدام الاسم الذي ولدت به، وانغاري موتا. عندما وصلت إلى الجامعة لمباشرة عملها في المنصب الجديد، أُخبرت أن المنصب مُنح لشخص آخر. تعتقد ماثاي أن ما حصل ناجم عن انحياز جندري وعشائري. استمرت بالبحث عن عمل لمدة شهرين، حتى عرض عليها البروفيسور راينهولد هوفمان من جامعة غيسين في ألمانيا فرصة عمل بمنصب مساعد أبحاث في قسم علم الأنسجة المُنشأ حديثًا في دائرة التشريح البيطري ضمن مدرسة الطب البيطري في جامعة كلية نيروبي. في شهر أبريل من عام 1966، التقت بموانغي مَثاي، وهو مواطن كيني درس في أمريكا، وأصبح لاحقًا زوجها. استأجرت ماثاي متجرًا صغيرًا في المدينة، وأسست متجرًا عامًا عملت فيه شقيقاتها. في عام 1967، وبناءً على إلحاح البروفيسور هوفمان، انتقلت ماثاي إلى جامعة غيسين في ألمانيا سعيًا وراء درجة الدكتوراه. درست ماثاي في جامعة غيسين وجامعة ميونخ.
في ربيع عام 1969، عادت ماثاي إلى نيروبي لاستكمال دراساتها في جامعة كلية نيروبي بصفتها مُدرس مساعد. في شهر مايو، تزوجت من موانغي مثاي. ولاحقًا في العام ذاته، أصبحت حبلى بطفلها الأول، وترشح زوجها لمقعد في البرلمان، لكنه خسر بفارق صغير. في أعقاب الانتخابات، اغتيل توم مبويا، وهو من كان له دور أساسي في برنامج الإيفاد الذي أُرسلت ماثاي عن طريقه للدراسة في أمريكا. قادت تلك الأحداث إلى إلغاء التعددية الحزبية الديموقراطية في كينيا على يد الرئيس كينياتا. رُزقت ماثاي بطفلها الأول، واويرو، بعد فترة قصيرة. في عام 1971، أصبحت ماثاي أول امرأة من أفريقيا الشرقية تحصل على شهادة الدكتوراه، وكان اختصاصها في التشريح البيطري، وتلقت الشهادة من جامعة كلية نيروبي، التي أصبحت تُعرف بجامعة نيروبي في العام التالي. أكملت ماثاي رسالة الدكتوراه عن نمو وتمايز الغدد التناسلية لدى الأبقار. رُزقت بطفلة أخرى، اسمها وانجيرا، في شهر ديسمبر من عام 1971.

## نشاطها
استمرت ماثاي بالتدريس في جامعة نيروبي، وأصبحت أستاذة كبيرة في التشريح عام 1975، ورئيسة قسم التشريح البيطري في عام 1976 ومساعد بروفيسور عام 1977. كانت أول امرأة في نيروبي تُعين في تلك الوظائف والمناصب. خلال تلك الفترة، دعت ماثاي إلى حصول النساء العاملات في الجامعة على استحقاقات مساوية للرجال، حتى أنها حاولت تحويل رابطة الموظفين الأكاديميين في الجامعة إلى اتحاد، كي تفاوض للحصول على الاستحقاقات. رفضت المحكمة هذا الطلب، لكنها قبلت لاحقًا بالكثير من مطالبها في سبيل حصول النساء على استحقاقات مساوية للرجال. بالإضافة لعملها في جامعة نيروبي، انخرطت ماثاي في العديد من المنظمات المعنية بالحقوق المدنية في بدايات السبعينيات من القرن الماضي. كانت عضوًا في جمعية الصليب الأحمر الكينية، فرع نيروبي، وأصبحت رئيسة الفرع عام 1973. كانت عضوًا في الرابطة الكينية لنساء الجامعة. وبعد تأسيس مركز رابطة البيئة في عام 1974، طلبت ماثاي الانضمام إلى عضوية المجلس المحلي، وأصبحت في نهاية المطاف رئيسة المجلس. عمل مركز رابطة البئية على تشجيع المنظمات غير الحكومية للمشاركة في برنامج الأمم المتحدة للبيئة، والذي كان مقره الرئيس في نيروبي عقب مؤتمر الأمم المتحدة حول البيئة البشرية المُنعقد قي ستوكهولم عام 1972. التحقت ماثاي أيضًا بالمجلس الوطني لنساء كينيا. اتضح لماثاي، من خلال عملها الطوعي في تلك الجمعيات المختلفة، أن أساس مشاكل كينيا هو التدهور البيئي.
في عام 1974، توسعت عائلة ماثاي لتشمل طفلًا ثالثًا، وهو (سون موتا). سعى زوجها مرةً أخرى للترشح في الانتخابات البرلمانية، آملًا أن يمثل دائرة (لانغاتا) الانتخابية، وكان الفوز هذه المرة من نصيبه. وأثناء حملته الانتخابية، كان الزوج قد قدم وعودًا لإيجاد وظائف للحد من مشكلة البطالة المتزايدة في كينيا. دفعت هذه الوعود بماثاي للربط بين أفكارها بشأن استعادة البيئة وبين إيجاد وظائف للعاطلين، وقد أدى ذلك إلى تأسيس مشروعٍ عُرف باسم «إنفيروكير ليمتد». وهو مشروع يشتمل على زراعة الأشجار للحفاظ على البيئة، ويقوم به أشخاصٌ عاديون. وقد نتج عن ذلك زراعة مشتلها الأول، والذي تم تمهيده جنبًا إلى جنب مع مشتل حكومي في غابة كارورا. لم يلبث مشروع «إنفيروكير ليمتد» أن تسبب في مشكلاتٍ عديدة، أهمها التعامل مع التمويل. وفي النهاية فشل المشروع. رغم ذلك، ومن خلال المحادثات الخاصة بـ «إنفيروكير ليمتد» وعمل ماثاي في مركز رابطة البيئة، أرسل البرنامج البيئي للأمم المتحدة ماثاي إلى أول مؤتمر تعقده الأمم المتحدة بشأن المستوطنات البشرية، والمعروف باسم «الموئل الأول» وذلك في يونيو عام 1976.

## حياتها السياسية 1972-1977

### مشاكل شخصية 1977-1979
انفصلت ماثاي عن زوجها موانغي مثاي عام 1977. وبعد انفصال دام لفترة طويلة، طلب الزوج الطلاق عام 1979. قيل إن الرجل اعتقد أن زوجته «عنيدة جدًا بالنسبة لامرأة» وأنه غير قادر على «السيطرة عليها». وصفها الزوج بالـ «قاسية» في سجلات المحكمة، واتهمها علانية بالزنا مع عضو آخر في البرلمان، ما أدى، حسب الاعتقاد، إلى إصابته بارتفاع ضغط الدم، فحكم القاضي لصالح الزوج. بعد المحاكمة بفترة قصيرة، أشارت ماثاي خلال مقابلة مع مجلة «فيفا» إلى كون القاضي إما فاسدًا أو غير كفء. قادت تلك المقابلة إلى اتهامها بازدراء المحكمة. فأُدينت ماثاي وحُكم عليها بالسجن 6 أشهر. بعد قضائها ثلاثة أيام في سجن لانغاتا النسائي في نيروبي، أعد محاميها بيانًا اعتبرته المحكمة كاف لإطلاق سراحها. بعد فترة قصيرة من طلاقها، بعث زوجها السابق رسالة عن طريق محاميه طالب فيها ماثاي بالتخلي عن كنيته. لذا قررت وانغاري إضافة حرف «ا» إلى كنيتها بدلًا من تغييرها. فأصبح اسمها ماثاي بدلًا من مَثاي.
كان طلاقها مكلفًا للغاية، ومع أتعاب المحامين وغياب دخل زوجها، كانت ماثاي تتحمل نفقاتها ونفقات أطفالها (إذ رُزقت بطفل ثالث في عام 1974 اسمه موتا) بصعوبة، وعن طريق دخلها الجامعي فقط. أتت فرصة للعمل في البعثة الاقتصادية في أفريقيا من طرف برنامج الأمم المتحدة للتنمية. تطلب العمل الكثير من الترحال عبر أفريقيا، وكان المقر الأساسي للبعثة في لوساكا في زامبيا، لذا لم تستطع ماثاي جلب أطفالها معها. فقررت إرسالهم إلى زوجها السابق وقبول الوظيفة. كانت ماثاي تزور الأطفال بانتظام، لكنهم عاشوا مع والدهم حتى عام 1985.

## مزيد من القراءة
- Wangari Maathai, Unbowed: A Memoir, Knopf, 2006. (ردمك 0-307-26348-7)
- Wangari Maathai, The Greenbelt Movement: Sharing the Approach and the Experience, Lantern Books, 2003. (ردمك 1-59056-040-X)
- Wangari Maathai, The Canopy of Hope: My Life Campaigning for Africa, Women, and the Environment, Lantern Books, 2002. (ردمك 1-59056-002-7)
- Wangari Maathai, Bottom is Heavy Too: Edinburgh Medal Lecture, Edinburgh UP, 1994. (ردمك 0-7486-0518-5)
- Picture book (fr.), Franck Prévot (text) & Aurélia Fronty (illustrations), Wangari Maathai, la femme qui plante des millions d'arbres, Rue du monde, 2011 ((ردمك 978-2-3550-4158-7))

## وصلات خارجية
- وانجاري ماثاي على موقع أوليمبيديا (الإنجليزية)

- وانجاري ماثاي على موقع IMDb (الإنجليزية)
- وانجاري ماثاي على موقع الموسوعة البريطانية (الإنجليزية)
- وانجاري ماثاي على موقع مونزينجر (الألمانية)
- وانجاري ماثاي على موقع إن إن دي بي (الإنجليزية)
- وانجاري ماثاي على موقع قاعدة بيانات الفيلم (الإنجليزية)
- Taking Root: The Vision of Wangari Maathai documentary film
- Official Site: The Green Belt Movement and Wangari Maathai
- Wangari Maathai and the Billion Tree Campaign
- Feature on Wangari Maathai by the International Museum of Women
- Maathai مرات الظهور على سي-سبان
- The Lantern Books Blog: Lantern and Wangari Maathai (Video)
- Seeds of change planting a path to peace
- Nobel Women's Initiative